# Postenje
Postenje je prostovoljna bolj ali manj popolna krajša ali daljša vzdržnost od hrane. Pri večini postov velja, da smeta skozi usta vstopati samo svež zrak in čista voda ali precejen in razredčen sadni ali zelenjavni sok. Postenje lahko traja, dokler je v telesu dovolj hranljivih rezerv za vzdrževanje življenja in normalno delovanje vseh vitalnih funkcij. Dandanes obstajajo številne oblike posta, ki ne dovoljujejo le uživanja pijač, temveč tudi jedi. Uživamo lahko le energijsko revno hrano, ki je izbrana tako, da kar najmanj obremenjuje prebavo. O postenju lahko govorimo, če zaužijemo 300 do največ 400 kalorij na dan, kar je še veliko manj kot pri navadnih dietah za zmanjšanje telesne teže (1200-1500 kalorij na dan).

## Zgodovina postenja
Pomena posta so se zavedali že stari narodi. Na prve sledove postenja naletimo pri starih Egipčanih (15. stoletje pr. n. št.). Po pričevanju grškega pisatelja Herodota so Egipčani pojmovali post kot osnovo za ohranjanje zdravja in mladosti. Postili so se enkrat na mesec, ker so spoznali, da preveč hrane škoduje.
Stari Grki so že v 6. stoletju pr. n. š. izvajali poste. Filozof Pitagora se je postil, da je s tem povečal sposobnost razmišljanja. Enako so počeli njegovi učenci. Tudi Platon in Sokrat sta opravljala redne desetdnevne poste in tako dosegla večjo miselno sposobnost. 
Že v 4. stoletju pr. n. š. je v Tibetu obstajala knjiga z naslovom Osnovna načela medicinske znanosti Tibeta, ki vsebuje poglavje o zdravljenju s hrano in postom. Oče vseh zdravnikov, Hipokrat (460-375 pr. n. š.), je zapisal: »Lakota je mati zdravja, presitost pa izvor številnih bolezni.« In še: »Človek nosi zdravnika v sebi. Treba mu je samo pomagati pri delu. Če telo ni očiščeno, bolj ko ga hraniš, več škode mu povzročiš.« 
Tudi Sveto pismo na številnih mestih priporoča postenje. Jezus se je štirideset dni postil v puščavi, ko se je pripravljal na svoje poslanstvo. V spomin na to se kristjani pripravljajo na veliko noč s postom. Izraz postenje pri rimokatolikih pomeni, da vnos hrane omejimo le na en večji in dva manjša obroka dnevno. V pravoslavju za ves postni čas velja popolna odpoved mesu.
Tudi vse druge vere priporočajo postenje, kar dokazuje, da so veliki modreci dobro vedeli, da je preobilna prehrana poglavitni vzrok bolezni. Danes terapevtsko postenje izvajajo v številnih klinikah po svetu.

## Učinki postenja
Po prepričanju zagovornikov posta ima post naslednje zdravstvene učinke:
- post je eden redkih in uspešnih naravnih razstrupljevalnih metod,
- post kot metoda zgodnjega zdravljenja bolezni ima danes vedno večji pomen,
- post kot način zdravljenja je najučinkovitejša in najvarnejša metoda za zdravljenje bolezni metabolizma, ki imajo svoj izvor v prehrani,
- post nam pomaga ohraniti naše telesne in umske sposobnosti,
- post nam je v pomoč pri premagovanju odvisnosti od zdravil in poživil,
- post je najhitrejša, najugodnejša in najvarnejša metoda za izgubo odvečnih kilogramov,
- post je pot do lepe polti in napete kože.

## Vrste posta
Poznamo različne vrste posta, ki se med seboj razlikujejo po vrsti dovoljene hrane in so bolj ali manj striktne.

### Postenje s čajem in sokovi
Gre za najpogostejšo obliko posta. Odrečemo se vsaki gosti hrani; gre torej za čisti post s pitjem. Uživamo surove ali prekuhane razredčene sadne in zelenjavne sokove, z medom oslajene zeliščne čaje in veliko vode. Ker uživamo samo tekočo hrano, so prebavila zelo razbremenjena. Telo ima tako možnost, da se temeljito očisti, razstrupi in razkisa. Buechingerjev način postenja je primeren za preprečevanje bolezni in zdravljenje povišanega krvnega tlaka, starostne sladkorne bolezni (tip 2), revmatičnih obolenj in glavobola. Uporabljajo ga lahko zelo debeli ljudje, pa tudi ljudje normalne ali močnejše telesne konstitucije. Manj primeren je pri zelo vitkih ljudeh in pri vnetnih procesih v želodcu in črevesju. 

### Postenje s presnimi sokovi
Uživamo surovo hrano v tekoči obliki (sveže iztisnjeni presni sadni in zelenjavni sokovi). Gre za kuro s presno hrano, pri kateri uživamo surovo hrano v tekoči obliki. Primerno je pri pomanjkanju vitalnih snovi (vitamini, minerali), pogostih okužbah, čezmerni telesni teži in kot zdravstvena preventiva. Pri občutljivosti na sadne kisline, občutljivem želodcu in vnetju želodčne sluznice tega tipa postenja ni primerno izvajati.

### Postenje s sokovi iz zdravilnih rastlin
Te sokove pridobivamo iz svežih korenin, listov, cvetov ali plodov zdravilnih rastlin. Sokovi so izdelani brez kemičnih dodatkov ali alkohola, trajnost jim zagotavlja samo kratkotrajno segrevanje. Sokovi iz rmana ali pelina pomagajo jetrom pri njihovem razstrupljevalnem delu; sokovi iz vodne kreše ali velike preslice spodbujajo izločanje seča in odvajanje vode; pri zmanjšanju zakisanosti telesa uporabljamo sok iz krompirja in breze; za spodbujanje presnove je pomemben čemažev sok; vezivno tkivo čisti in krepi bezgov sok. Koprivov, regratov ali artičokin sok pa je za čiščenje krvi.

### Postenje s sadjem in zelenjavo
Poleg sadja so dovoljene tudi različne vrste presne ali na hitro zdušene zelenjave. Na dan zaužijemo približno en kilogram sadja ali zelenjave. To postenje je idealno za ljudi, ki so nagnjeni k nizki ravni sladkorja v krvi in imajo labilen krvni obtok, pri pomanjkanju vitalnih snovi, zakisanosti telesa (sadje spodbuja tvorbo alkalij, ki vežejo odvečne kisline) in nabiranju vode v tkivu. Primerno je za začetnike v postu, ker dovoljuje nekaj goste hrane ter pri nekoliko premajhni telesni teži. Nikakor ga ne izvajamo pri ljudeh s prebavnimi težavami: napenjanje, vetrovi, občutek polnosti, razdražljivo črevesje. Sadne kisline razdražijo občutljivo črevesje. 

### Postenje z juhami
Zjutraj je priporočljiva juha z ovsenimi kosmiči, opoldne in zvečer pa pretlačene zelenjavne juhe. Še posebno blaga različica postenja z juhami je postenje s sluzastimi juhami. Primerno je pri vnetnih procesih v želodcu in črevesju, pri pogostih okužbah in za starejše občutljive ter vitke osebe. Ta tip postenja ni zaželen pri izrazito čezmerni telesni teži.

### Postenje s sirotko
Na dan popijemo liter do liter in pol sirotke iz posnetega mleka. Sirotka je stranski proizvod pri pridelavi mleka in nastane, ko iz sesirjenega mleka pridobivamo skuto. Postenje s sirotko je primerno predvsem za ljudi z motnjami v presnovi in za tiste, ki imajo težave s črevesjem; pomaga zlasti vsem, ki jih pogosto muči zaprtje. Priporočljivo je tudi pri glivicah v črevesju in za splošno izboljšanje črevesne flore. Preprečuje zakisanost telesa, pomaga pri težavah s kožo ter pospešuje preventivno razstrupljanje in čiščenje telesa. Sirotka deluje rahlo odvajalno. Njena uporaba ni primerna pri pogostih driskah in kadar smo intolerantni nanjo.

### Postenje z mlekom in žemljami
Uživamo stare žemlje in mleko. Žemlje iz pirine ali pšenične moke sušimo dva dni na zraku, da postanejo gumijaste. Posebno primerno je za ljudi, ki imajo kronične težave s prebavo in z želodcem (vnetje želodčne sluznice) in ki so predebeli. Manj primerno je kadar smo intolerantni na mleko (zamenjava s sojinim mlekom). Kadar se zaradi uživanja neprimernih živil pojavijo bolezenski znaki pomanjkanja (dovzetnost za okužbe, utrujenost, krhki lasje, nohti), moramo s tem postenjem prekiniti. 

## Program postenja
Za varno postenje je pomembna skrbna priprava. Seznaniti se je treba s pravilnim izvajanjem posta in z morebitnimi težavami. Bolje se je sploh ne postiti, kot se postiti napačno. 
Pri zgoraj navedenih vrstah posta moramo vsak dan očistiti črevesje. Priporočljivo je jemati odvajalne soli, odvajalne sokove, zdravilno glino in če je le mogoče, opraviti klistiranje. Čez dan je treba v ustreznih presledkih popiti 2.5 do 3 litre tekočine (neoslajeni zeliščni čaji ali mineralna voda). Normalno opravljamo vsa dela in naloge. Potrebno se je le izogibati stresu ter prenapornemu telesnemu in umskemu delu. Nadvse prijajo sončenje, lahka telovadba in sprehodi po svežem zraku. Med postom je treba dovolj počivati in spati. Najbolje je, če se postimo med dopustom ali se umaknemo nekam, kjer imamo mir pred motečimi vplivi.
Postimo se lahko različno dolgo. Priporoča se enotedenski post, enodnevni post vsak teden ali tridnevni post vsak mesec. Pri enodnevnem postu niso potrebni posebni ukrepi za čiščenje črevesja. Enkrat na leto je zaželeno opraviti daljši post (3-6 tednov).

## Težave med postenjem
- mrzle noge
- motnje vida (posledica znižanega notranjega očesnega tlaka)
- ustni zadah in obložen jezik (telo med postenjem izloča velike količine odpadnih in strupenih snovi tudi skozi sluznico v ustih, zato je jezik obložen, dah pa manj svež kot sicer)
- suha usta (zaradi manjšega uživanja hrane telo skoraj ne tvori prebavnih sokov in posledica tega je zmanjšano izločanje sline)
- izločki (rumeno obarvan seč močnega vonja je znamenje pomanjkanja tekočine, močan telesni vonj)
- glavobol (posledica razstrupljanja črevesja in spremenjene presnove)
- razbijanje srca (posledica kislih presnovkov, kot je sečna kislina)
- omotičnost (predvsem pri ljudeh z nizkim krvnim tlakom)
- motnje spanja
- spremenljivo razpoloženje
- motnje spomina
- menstruacija (močnejša ali šibkejša, ciklus se lahko zamakne)
- (ne)zainteresiranost za spolnost

## Zaključek posta
Z napačnim hranjenjem po postenju lahko izničimo odlične izide, dosežene med postom. Potrebno je veliko volje in nadzora, da človek po postenju prekomerno ne poveča vnosa hrane. Če bi se po daljšem postenju prenajedli, to utegne biti celo smrtno nevarno. Kako se bo izteklo postenje, je najbolj odvisno od tega, kako ga bomo končali. Zaključek postenja je najpomembnejša faza. Posta ne prekinemo nikoli naenkrat, temveč jedilnik počasi širimo ter čez nekaj dni preidemo na normalno polnovredno prehrano. Zlasti pomembno je, da jemo večkrat in v majhnih količinah, nikoli čezmerno. Jesti je treba počasi in v prijetnem vzdušju, hrano pa temeljito prežvečiti.